# Bernie Leadon
Bernie (Bernard Matthew) Leadon (Minneapolis, Minnesota, 19 juli 1947) is een Amerikaanse zanger/muzikant, vooral bekend van de countryrockband Eagles.

## Biografie

### Vóór Eagles
Bernie Leadon heeft in verscheidene bands gespeeld, voordat hij lid werd van Eagles. Hij speelde op vijftienjarige leeftijd bij de bluegrass band “The Scotsville Squirrel Barkers”. Daar leerde hij de 18-jarige Chris Hillman kennen, die later deel zou uitmaken van The Byrds. Er ontstond een blijvende vriendschap tussen hen beiden. Daarna sloot Leadon zich aan bij de psychedelische country-folk band Hearts and Flowers. Hij speelde mee op  hun tweede album “Of horses, kids and forgotten women” uit 1968. Daarna ging hij deel uitmaken van Dillard & Clark, de band van Doug Dillard (ex-Dillards) en Gene Clark (ex-Byrds). Hij speelde mee op hun eerste invloedrijke album “The fantastic expedition of Dillard & Clark” en op een aantal nummers van hun tweede album “Through the mornin, through the night”. In 1969 sloot hij zich aan bij de Flying Burrito Brothers, hij speelt onder meer op het livealbum “Last of the red hot Burrito’s”.

### Met Eagles
Na zijn vertrek bij de Flying Burrito Brothers speelde Bernie in de begeleidingsband van Linda Ronstadt, samen met Glenn Frey en Don Henley. Deze drie muzikanten vormden samen met de bassist/zanger Randy Meisner (die afkomstig was van Poco) de nieuwe band Eagles. Bernie Leadon maakte van 1972 tot 1975 deel uit van die band. Hij speelde akoestische gitaar, elektrische gitaar, banjo, mandoline en steelgitaar. Vooral in de beginperiode had Bernie veel invloed op de  country-sound van de band. Voor het eerste, titelloze album schreef hij The train leaves here this morning met Gene Clark, Earlybird met Randy Meisner en Witchy woman met Don Henley. Voor het tweede album Desperado schreef hij Twenty one en Bitter creek. Voor het derde album On the border schreef hij My man, dat hij opdroeg aan de overleden Gram Parsons en het nummer On the border, samen met Henley en Frey. Voor het vierde album One of these nights schreef hij Journey of the sorcerer, Hollywood waltz (met Don Henley, Glen Frey en Bernies broer Tom Leadon) en I wish you peace (met Patty Davis). Bernie Leadon verliet de band in 1975, omdat de druk van het voortdurend opnemen en optreden te veel werd voor hem. Hij noemde zijn vertrek een “act of survival”. In 1998 kwamen alle huidige en voormalige leden van de Eagles weer bijeen, omdat de band geïntroduceerd werd in de Rock & Roll Hall of Fame. Ze speelden bij die plechtigheid Take it easy en Hotel California. In 2013/2015 deed Bernie Leadon mee aan een History of the Eagles-tournee.

### Na Eagles
Na zijn vertrek uit de Eagles verhuisde Bernie Leadon naar Nashville, waar hij ging werken als sessiemuzikant, liedschrijver en producer. Hij nam in 1977 samen met zijn goede vriend Michael Georgiades het album “Natural Progression” op. Daarna speelde hij mee op twee albums van Chris Hillman: Morning sky (1982) en Desert rose (1984). In 1984 vormde hij de Christian blue grass groep Ever Call Ready, met Al Perkins, Chris Hillman, Jerry Scheff en Dave Mansfield. In 1985 ging hij deel uitmaken van de Nitty Gritty Dirt Band, waarmee hij onder meer het album” Will the circle be unbroken (volume 2)” heeft opgenomen. In 1990 werkte hij met Run C & W, dat countryversies maakte van soul en rhythm-and-bluesnummers. In 2003 bracht hij een soloalbum uit, getiteld “Mirror”. Hij speelde als sessiemuzikant met verschillende muzikanten, waaronder Emmylou Harris, Andy Fairweather Low, John Hiatt, David Crosby en Stevie Nicks. 

## Discografie

### Als lid van Hearts & Flowers
- 1968: Of Horses, Kids and Forgotten Women

### Als lid van Dillard & Clark
- 1968: The Fantastic Expedition of Dillard & Clark
- 1969: Through the Morning, Through the Night

### Als lid van Linda Ronstadt & The Corvettes
- 1969: Music from Free Creek

### Als lid van The Flying Burrito Brothers
- 1970: Burrito Deluxe
- 1970: Sleepless Nights
- 1971: The Flying Burrito Bros (album)|The Flying Burrito Bros
- 1971: Devils in Disguise: 1971 Live Radio Broadcast
- 1972: “Last of the red hot Burrito’s”

### Als lid van de Eagles
- 1972: Eagles
- 1973: Desperado
- 1974: On the Border
- 1975: One of These Nights

### Met Michael Georgiades
- 1977: The Bernie Leadon-Michael Georgiades Band - Natural Progressions

### Met Chris Hillman, David Mansfield, Al Perkins and Jerry Scheff
- 1985: Ever Call Ready

### Soloalbum
- 2004: Mirror

- Bibliothèque nationale de France: cb138310015 (data)
- Gemeinsame Normdatei: 134654366
- International Standard Name Identifier: 0000 0001 1467 1380
- Library of Congress Control Number: n95084076
- MusicBrainz: 839464fe-cd82-4aea-b866-cc2d29e31bb3
- Nationale Bibliotheek van Tsjechië: xx0108540
- Nederlandse Thesaurus van Auteursnamen: 073275298
- Virtual International Authority File: 7572566
- WorldCat: E39PBJrChgYmyWdg9jDpmy3mh3